# Mount Romeo
Mount Romeo är ett berg i Kanada.   Det ligger i provinsen British Columbia, i den sydvästra delen av landet, 3 700 km väster om huvudstaden Ottawa. Toppen på Mount Romeo är 1 663 meter över havet, eller 1 035 meter över den omgivande terrängen. Bredden vid basen är 12,5 km.
Terrängen runt Mount Romeo är bergig åt sydväst, men åt nordost är den kuperad.Trakten runt Mount Romeo är nära nog obefolkad, med mindre än två invånare per kvadratkilometer.. Det finns inga samhällen i närheten.
I omgivningarna runt Mount Romeo växer i huvudsak barrskog.